# Sveti Petar Orehovec

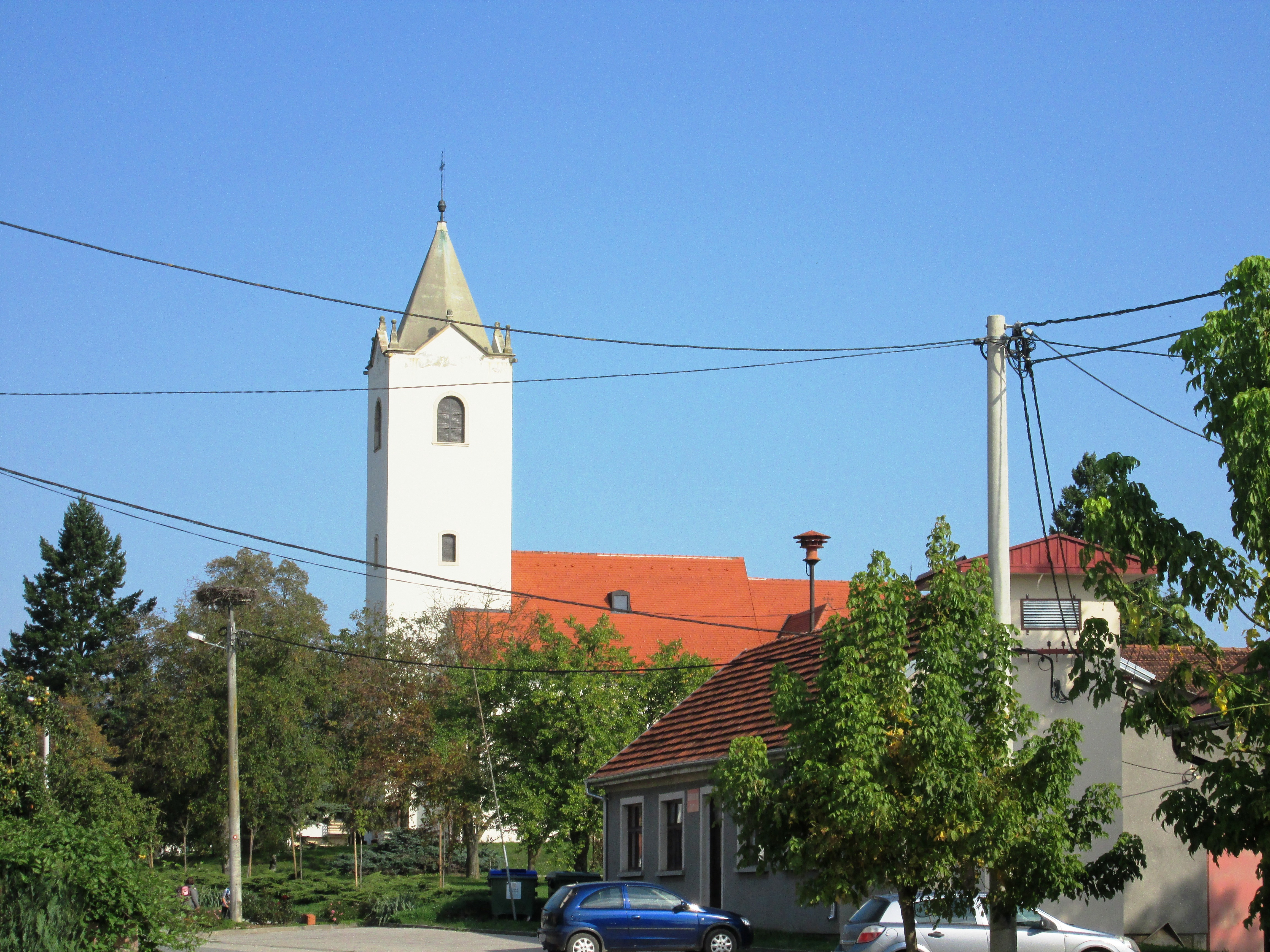
Kostel ve vesnici

Sveti Petar Orehovec je vesnice a správní středisko stejnojmenné opčiny v Chorvatsku v Koprivnicko-križevecké župě. Nachází se asi 10 km severozápadně od města Križevci. V roce 2011 žilo ve vesnici 279 obyvatel, v celé opčině pak 4 583 obyvatel.

## Znak a vlajka
Znak opčiny má černé pozadí a jsou na něm vyobrazeni dva žlutí lvi s červenými jazyky a drápy, kteří drží žlutý sloup se žlutým ořechem na jeho vrcholu. Vlajka opčiny je žlutá a zahrnuje znak opčiny s červeným obrysem.

## Administrativní dělení
Součástí opčiny je celkem 37 trvale obydlených vesnic. Ačkoliv je střediskem opčiny vesnice Sveti Petar Orehovec, největší vesnicí je Miholec se 363 obyvateli a Sveti Petar Orehovec je spolu s vesnicí Bočkovec s 279 obyvateli až druhou největší vesnicí. Nejmenší vesnice v opčině se jmenuje Rovci a žije zde 14 obyvatel.
- Bočkovec – 279 obyvatel
- Bogačevo – 84 obyvatel
- Bogačevo Riječko – 71 obyvatel
- Brdo Orehovečko – 40 obyvatel
- Brezje Miholečko – 151 obyvatel
- Brežani – 24 obyvatel
- Črnčevec – 159 obyvatel
- Dedina – 202 obyvatel
- Donji Fodrovec – 175 obyvatel
- Ferežani – 113 obyvatel
- Finčevec – 91 obyvatel
- Gorica Miholečka – 57 obyvatel
- Gornji Fodrovec – 172 obyvatel
- Gregurovec – 233 obyvatel
- Guščerovec – 177 obyvatel
- Hižanovec – 88 obyvatel
- Hrgovec – 22 obyvatel
- Kapela Ravenska – 85 obyvatel
- Kusijevec – 84 obyvatel
- Međa – 180 obyvatel
- Miholec – 363 obyvatel
- Mikovec – 65 obyvatel
- Mokrice Miholečke – 154 obyvatel
- Orehovec – 101 obyvatel
- Piškovec – 44 obyvatel
- Podvinje Miholečko – 51 obyvatel
- Rovci – 14 obyvatel
- Sela Ravenska – 70 obyvatel
- Selanec – 156 obyvatel
- Selnica Miholečka – 86 obyvatel
- Sveti Petar Orehovec – 279 obyvatel
- Šalamunovec – 47 obyvatel
- Vinarec – 170 obyvatel
- Voljavec Riječki – 29 obyvatel
- Vukovec – 101 obyvatel
- Zaistovec – 262 obyvatel
- Zamladinec – 104 obyvatel

## Geografie
Opčinou Sveti Petar Orehovec procházejí státní silnice D22 a župní silnice Ž2138, Ž2176, Ž2177, Ž2178, Ž2208 a Ž3002. Severně od opčiny se nachází opčina Kalnik a stejnojmenné pohoří Kalnik. Jižně se nachází opčina Preseka, která je již součástí Záhřebské župy, severozápadně opčina Gornja Rijeka, jihovýchodně rozsáhlá opčina města Križevci.